# ویلورشاید
ویلورشاید (به آلمانی: Willwerscheid) یک شهر در آلمان است که در برنکاستل-ویتلیش واقع شده‌است. ویلورشاید ۶۸ نفر جمعیت دارد.